# Pactul Kellogg-Briand

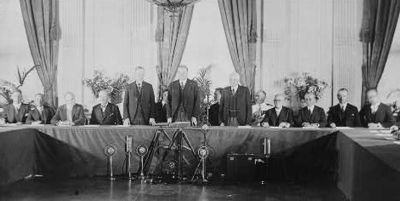
Calvin Coolidge, Herbert Hoover și Frank B. Kellogg, (în picioare), alături de reprezentanții guvernelor care au ratificat "Tratatul pentru renunțare la război" (Pactul Kellogg-Briand), în "Camera de răsărit" a Casei Albe.

Pactul Kellogg-Briand, cunoscut și ca Pactul de la Paris, după orașul în care a fost semnată această înțelegere pe 27 august 1928, a fost un tratat internațional "care milita pentru renunțarea la război ca instrument al politicii naționale". Scopurile sale nu au fost atinse, dar a fost un pas înainte pentru dezvoltarea doctrinelor dreptului internațional. Pactul a fost botezat cu numele secretarului de stat american Frank B. Kellogg și al ministrului de externe francez Aristide Briand, inițiatorii tratatului. 
Odată cu semnarea Protocolului Litvinov la Moscova la 9 februarie 1929, Uniunea Sovietică și vecinii săi occidentali, inclusiv România au fost de acord să pună în aplicare Pactul Kellogg – Briand fără a aștepta ratificarea altor semnatari occidentali. Întrebarea basarabeană a făcut ca acordul dintre România și Uniunea Sovietică să conteste și să înceapă disputele între națiuni cu privire la Basarabia.

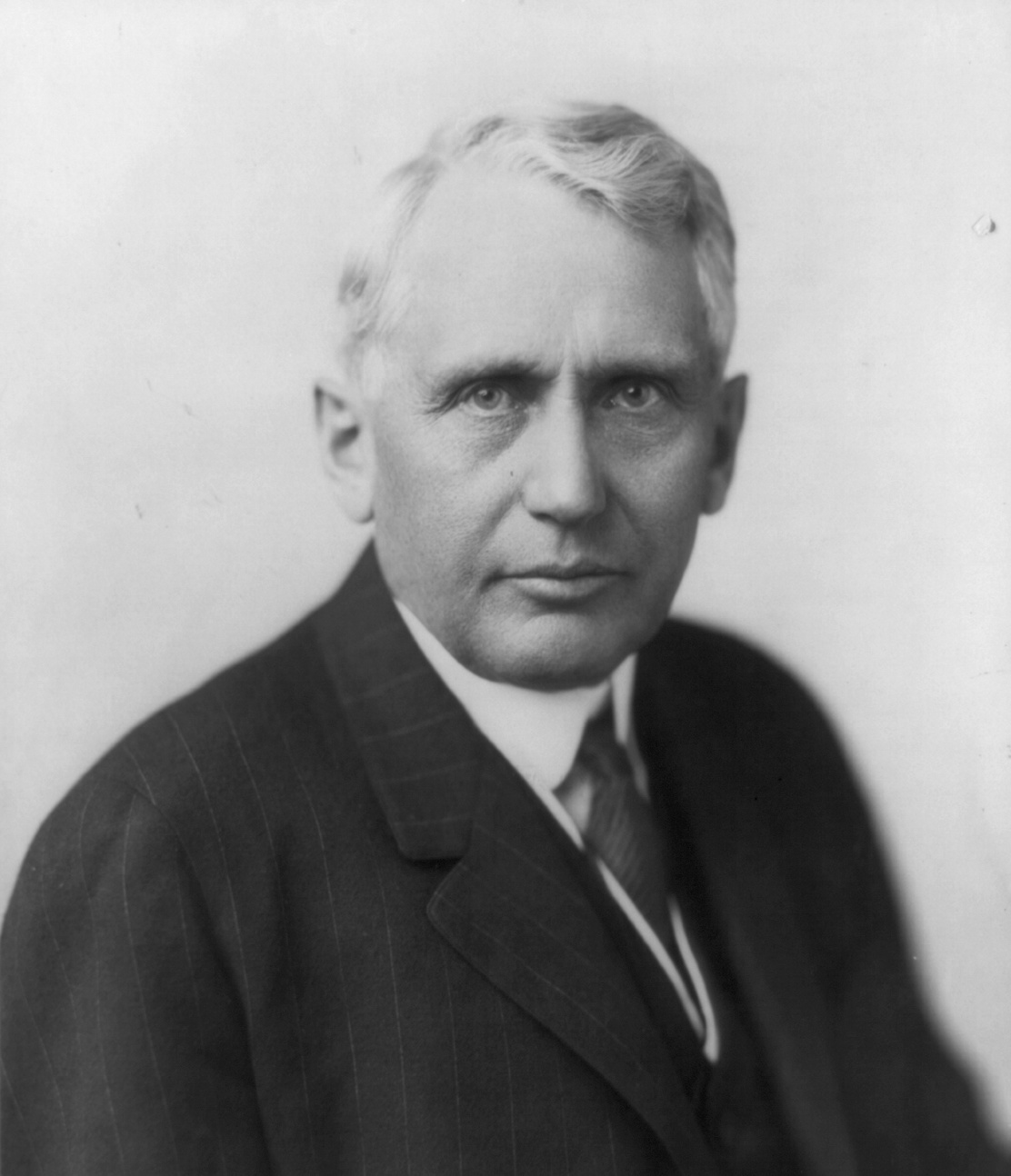
Frank B. Kellogg, Secretarul de Stat al SUA

## Propunerile

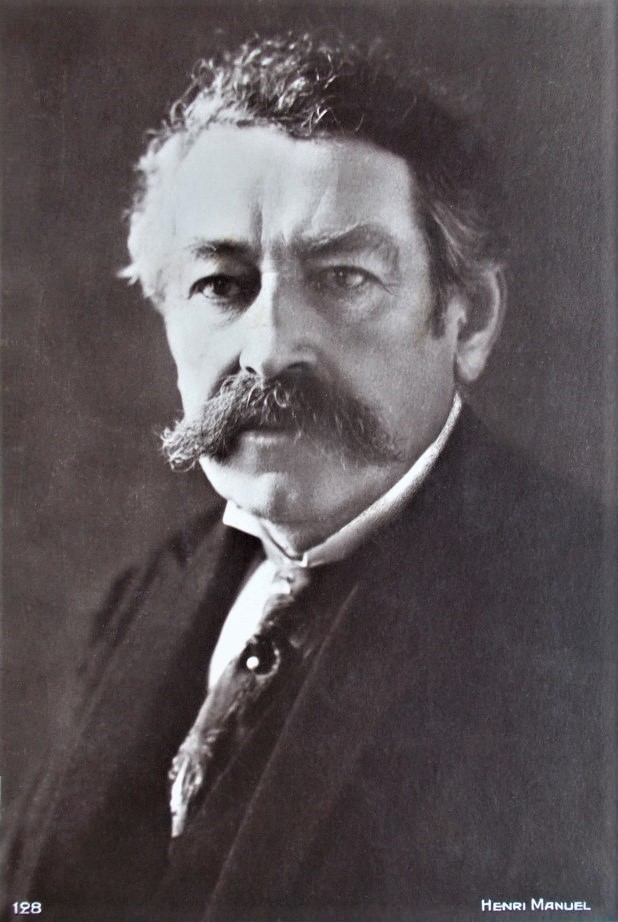
Aristide Briand, Ministrul de Externe al Franţei

Pactul a fost propus de Aristide Briand, ministrul de externe al Franței și laureat al Premiului Nobel pentru Pace, ca un tratat bilateral între Franța și Statele Unite ale Americii, prin care se scotea în afara legii folosirea războiului pentru rezolvarea problemelor dintre cele două țări. Briand a considerat că o asemenea inițiativă avea să încălzească relațiile răcite dintre foștii aliați și, mult mai important, avea să asigure o viitoare alianță a SUA cu Franța într-un eventual nou război european. 
Frank B. Kellogg, Secretarul de Stat al Statelor Unite, dorea, pe de altă parte, să evite orice altă implicare a SUA într-un război european, fiind, din acest motiv, neinteresat de propunerea franceză. Totuși, dacă s-ar fi opus tratatului, el ar fi trebuit să facă față atât atacurilor din Congresul Statelor Unite, cât și presiunilor exercitate de grupurile pacifiste. De aceea, Kellogg a răspuns cu o propunere pentru un pact multilateral împotriva războiului, deschis tuturor națiunilor doritoare de pace. 

## Negocierile și semnarea pactului
După negocieri, pactul a fost semnat la Paris, în 27 august 1928, de reprezentanții următoarelor state: Australia, Belgia, Canada, Cehoslovacia, Franța, Germania, India, Statul Liber Irlandez, Italia, Japonia, Noua Zeelandă, Polonia, Africa de Sud, Regatul Unit și Statele Unite. Tratatul a început să aibă efect juridic începând cu ziua de 24 iulie 1929. Până în cele din urmă, pactul a fost semnat de 62 de națiuni. 
În Statele Unite, Senatul a aprobat tratatul cu o majoritate zdrobitoare de 85 la 1. Senatul a adăugat la legea de aprobare prevederi prin care pactul nu trebuia să aducă atingere dreptului SUA la autoapărare și, în plus, SUA nu erau limitate de prevederile tratatului împotriva celor care îi violau prevederile.

## Efect și moștenire
Pactul Kellogg-Briand din 27 august 1928 a fost semnat în afara sistemului de tratate ale Ligii Națiunilor și a rămas un important document al dreptului internațional. În Statele Unite a devenit parte a Constituției, fiind inclus în articolul 6. 
Din punct de vedere practic, Pactul Kellogg-Briand nu a reușit să-și atingă obiectivele nobile de împiedicare a războiului și de menținere a păcii internaționale pe o lungă perioadă. Pactul s-a dovedit ineficient, deoarece, în anii care au urmat, imediat după semnarea lui, declanșându-se invazia japoneză în Manciuria (1931) și China (1937), invazia italiană în Etiopia (1935) și invazia germană în Polonia (1939). Cu toate acestea, pactul a fost un important tratat multilateral pentru că, în afară de aducerea mai multor națiuni la aceeași masă a tratativelor, a servit ca una dintre bazele legale ale stabilirii normelor de drept prin care amenințarea cu folosirea forței sau folosirea forței militare în relațiile internaționale, precum și cuceririle teritoriale care ar fi fost rezultatul agresiunii, au fost scoase în afara legii.
De asemenea, pactul a servit ca bază legală pentru crearea noțiunii de crimă împotriva păcii. La sfârșitul celui de-al Doilea Război Mondial, mai multe persoane responsabile pentru declanșarea conflagrației mondiale au fost condamnate pentru comiterea de crime împotriva păcii. 
Interzicerea războaielor de agresiune a fost confirmată și lărgită în Carta Națiunilor Unite, care, în articolul 2, paragraful 4 stabilește: " Toți Membrii Organizației se vor abține, în relațiile lor internaționale, de a recurge la amenințarea cu forța sau la folosirea ei, fie împotriva integrității teritoriale ori independenței politice a vreunui stat, fie în orice alt mod incompatibil cu scopurile Națiunilor Unite ." Ca o consecință a acestei prevederi, după Al Doilea Război Mondial, națiunile/statele sunt obligate să invoce dreptul la autoapărare sau dreptul la apărare colectivă atunci când recurg la acțiuni militare și, de asemenea, sunt împiedicate să anexeze teritorii prin forță.